# Anthus novaeseelandiae
El bisbita neozelandés (Anthus novaeseelandiae) es una especie de ave paseriforme de la familia Motacillidae que vive en Australia, Nueva Zelanda y Nueva Guinea. Los individuos de esta especies son fácilmente observables debido a que su hábitat son los herbazales abiertos y frecuenta los márgenes de los cultivos. Se alimentan de semillas y de pequeños invertebrados. 

## Descripción

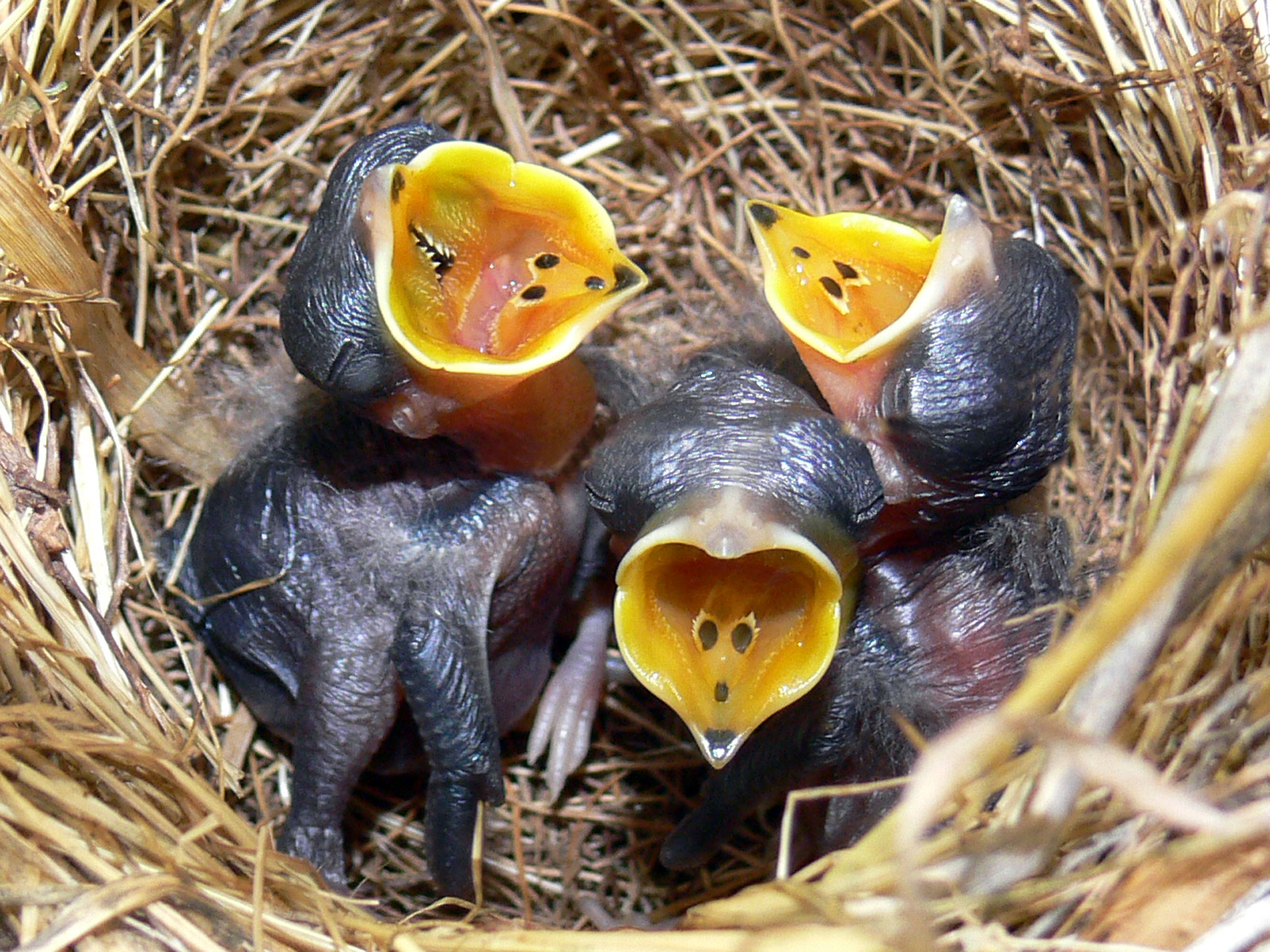
Nido de bisbita neozelandés.

Es un pájaro de entre 16 y 19 cm de largo y con un peso de aproximadamente 40 gramos.

## Ecología
El número de ejemplares de esta especie ha disminuido en partes de Nueva Zelanda debido al incremento del uso de pesticidas y depredación por parte de especies introducidas por el hombre en las islas.

## Subespecies
Las subespecies reconocidas son:
- Grupo australiano (reconocido por IOC como especie de pleno derecho: A. australis[3])
  - A. n. australis, A. n. bilbali & A. n. rogersi -  Australia
  - A. n. bistriatus - Tasmania
  - A. n. exiguus - Nueva Guinea
- Grupo de Nueva Zelanda
  - A. n. novaeseelandiae - Isla Norte, isla Sur e isla Stewart (pájaros de la isla Norte son a veces tratados como subespecie separada A. n. reischeki).
  - A. n. aucklandicus - Islas Auckland e islas Campbell
  - A. n. chathamensis - Islas Chatham
  - A. n. steindachneri - Islas Antípodas